# Таємна рада (Львів)
Таємна рада (пол.: Rada Przyboczna; Бейрат) — спільний дорадчий орган, створений 29 квітня 1848 року у Львові при намісництві під керівництвом губернатора Франца Штадіона.
Губернатор Франц Штадіон, щоб обмежити вплив демократів на суспільство Галичини, вирішив створити при своєму офісі дорадчий орган, лояльний йому та австрійському уряду. Він планував створити їх із аристократів, здебільшого вороже налаштованих до демократів та Центральної Національної Ради, яку у Львові називали «тарговицею». Цю ідею підказав йому Кароль Яблоновський.
Спочатку губернатор також намагався схилити на свій бік демократів, але після зустрічі 27 квітня з Францішеком Смолькою відмовився від цього наміру. У зв'язку з цим 28 квітня він розіслав запрошення деяким поміщикам, рабинам, греко-католицьким священикам, міщанам і службовцям. Вони були правильно підібрані, щоб створити видимість представників суспільства Галичини. Проте частина запрошених від участі відмовилася.
29 квітня дня була створена таємна рада. До її складу увійшли: о. Лукаш Баранецький, Маврицій Дідушицький, Аґенор Ґолуховський, Кароль Яблоновський, єпископ Григорій Яхимович, Авраам Кон, Александр Красицький, о. Михайло Куземський, о. Михайло Малиновський, Рахмаїл Мізес, Ґвалберт Павликовський, Клеменс Рачинський, Флоріан Зінгер, Фортунат Скаржинський, Антоній Скибинський, Пьотр Тшцінський, Юзеф Відман, Адольф Пфайффер, Леон Людвік Сапіга.
Цілі людей, які працювали в цьому закладі, були різними: магнати і багата шляхта хотіли зупинити або відстрочити скасування кріпацтва та демократичні реформи; греко-католицьке духовенство сподівалося на реформу галицької освіти та покращення долі руського населення (воно передало свою діяльність створеній 2 травня Головній руській раді); ксьондз Баранецький розраховував на протекцію намісника над Галицьким земельним кредитним товариством; рабини співпрацювали з владою, розраховуючи на захист своїх меншин; чиновники розраховували на захист від реформи адміністрації та захоплення посад поляками.
Таємна рада була організована за зразком Центральної національної ради. Вона складалася з 20 осіб, які мали бути поділені на відділи. Передбачалося також побудувати польові структури у вигляді Ад'ютантських рад при районах і округах. Однак губернатор не взяв час на визначення статуту та обов'язків ради, що призвело до того, що рада залишилася більше схожою на дискусійний клуб без визначених повноважень.
Рада була рішуче ворожою до шляхти, а також намагалася політично підняти польський і український народ. Все це відлякувало шляхту від співпраці з Радою. Після того, як губернатор підписав циркуляр про скасування кріпацтва в Галичині, деякі з шляхтичів відмовилися від участі в Раді. 3 травня 1848 року вони створили Товариство землевласників. Остаточний розпуск Ради відбувся після того, як Центральна національна рада призвела до відкликання губернатора Франца Штадіона до Відня на початку червня.